# Мокрая Ельмута
Мокрая Ельмута — хутор в Пролетарском районе Ростовской области. 
Административный центр Мокроельмутянского сельского поселения.

## Название
Хутор назван по балке, при которой он расположен. В исторической справке Мокроельмутянского сельского поселения приводится следующая версия происхождения названия балки: «Балка служила кочевавшим вдоль неё калмыкам ориентиром, и они назвали её Мокрый Эльмут, так как берега её были густо заросшие лесом, в котором преобладало дерево караич семейства вязов. Латинское название этого дерева ильм». Однако предположение о латинском корне названия представляется сомнительным. С калмыцкого языка слово илм переводится как тутовое дерево; тутовник; шелковица.
Также существовало ещё одно название хутора — Андрюшкин, по имени калмыка Андрея Курсинова, который был очень богат. Он торговал скотом, заключал сделки, договоры с купцами, то есть был известен далеко за пределами хутора. Поэтому неофициально хутор стали называть Андрюшкин. Данное название сохранялось достаточно долго.

## География
Хутор расположен в пределах Сальско-Манычской гряды, являющейся широтным продолжением Ергенинской возвышенности, по правой стороне балки Мокрая Ельмута, на высоте 33 метра над уровнем моря. Рельеф местности — холмисто-равнинный. Почвы — чернозёмы южные и тёмно-каштановые почвы.
По автомобильной дороге расстояние до Ростова-на-Дону составляет 240 км, до районного центра города Пролетарск — 26 км. К хутору имеется асфальтированный подъезд от автодороги Пролетарск — Большая Орловка
Климат
Климат умеренный континентальный (согласно классификации климатов Кёппена-Гейгера — Dfa). Среднегодовая температура воздуха положительная и составляет + 10,0 °C, средняя температура самого холодного месяца января — 4,3 °C, самого жаркого месяца июля + 23,8 °C. Расчётная многолетняя норма осадков — 471 мм. Наименьшее количество осадков выпадает в марте (норма — 30 мм), наибольшее в июне (48 мм) и декабре (50 мм).
Часовой пояс
Мокрая Ельмута, как и вся Ростовская область, находится в часовой зоне МСК (московское время). Смещение применяемого времени относительно UTC составляет +3:00.

## История
Во второй половине XIX века, в связи с притоком населения и разработкой земель стали основываться постоянные поселения калмыков-скотоводов и земледельцев, организовываться владения коннозаводчиков, помещиков. Хутор Мокрый Эльмут (одно из прежних названий) в период со второй половины XIX века простирался в направлении с востока на запад по балке Мокрый Эльмут. Насчитывал около 200 дворов. Его население состояло из калмыков-скотоводов и иногородних крестьян. В 1897 году в хутор Эльмотинском, относившемся к юрту калмыцкой станицы Платовской проживала 351 душа мужского и 371 женского пола. Большинство населения было неграмотным. К 1915 году население хутора превысило 1200 человек.
После революции была открыта начальная школа.
В результате Гражданской войны калмыцкое население Приманычья резко сократилось, оставшееся население переселилось на территорию образованной в 1920 году Калмыцкой АО. Согласно переписи населения 1926 года хутор Мокрая Ельмута относился к Мокро-Ельмутянскому сельсовету Пролетарского района Сальского округа Северо-Кавказского края, в хуторе проживало 1137 человека, в том числе 985 украинцев и 84 великоросса. Калмыки в хуторе не проживали. В октябре 1929 года в хуторе Мокрая Эльмута началась сплошная коллективизация. Первый колхоз в хуторе получил название «Красный партизан». Он насчитывал 8,5 тыс. га сельскохозяйственных угодий. К 1940—1941 годам в колхозе насчитывалось около 5 тыс. голов овец, 300 голов лошадей, 110 коров, много свиней, птицы.
После Великой Отечественной войны началось восстановление хозяйства. Уже в 1947 году хозяйство завоевало переходящее Красное знамя за развитие животноводства. Уже к 1952 году экономика колхоза достигла довоенного уровня. В хуторе появилось радио, а с 1953 года — электричество. В 1955 году было сооружено новое здание школы, вокруг которого раскинулся красивый сад.

## Население
Динамика численности населения
| 1897 | 1915 | 1926 |
| ---- | ---- | ---- |
| 722  | 1222 | 1137 |

| 2010 |
| ---- |
| 596  |

## Улицы
| - ул. Городовикова - ул. Думенко - ул. Северная - ул. Фермерская | - пер. Братский - пер. Восточный - пер. Западный - пер. Зелёный | - пер. Молодёжный - пер. Поливановский - пер. Садовый - пер. Центральный |

## Известные уроженцы
- Городовиков, Ока Иванович (1879—1960) — советский военачальник, генерал-полковник, Герой Советского Союза.
- Городовиков, Басан Бадьминович (1910—1983) — советский военачальник, генерал-лейтенант, Герой Советского Союза.